# Zielona (gmina Grabówka)
Zielona – osada leśna w Polsce położona w województwie podlaskim, w powiecie białostockim, w gminie Grabówka.
1861–1933 siedziba gminy Dojlidy. W latach 1973–1976 miejscowość znajdowała się w gminie Zaścianki, a 1976–2024 w gminie Supraśl. W latach 1975–1998 miejscowość administracyjnie należała do województwa białostockiego.
W odległości ok. 1 km na północny wschód od osady leży Krasny Staw.

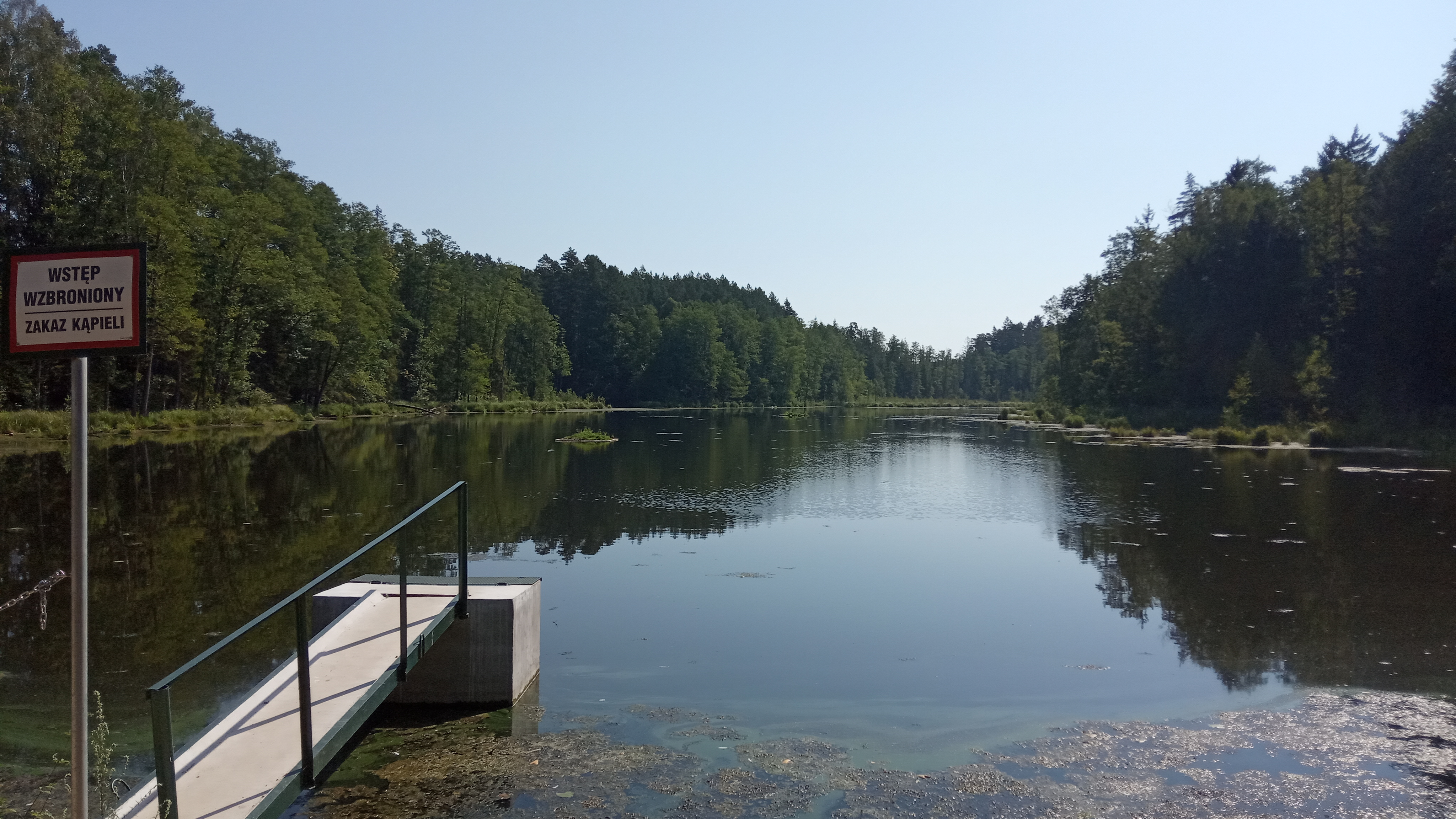
Krasny Staw koło Zielonej